# Alexander Bodon
Sandor (Alexander Frank George) Bodon (Wenen, 6 september 1906 – Amsterdam, 22  januari 1993) was een Hongaars-Nederlands architect. 

## Biografie
De jonge Sandor kwam in 1919 met duizenden andere Hongaarse kinderen naar Nederland om aan te sterken. Hij verbleef in Voorburg, waar hij in contact kwam met de architect Jan Wils, die daar toen een opdracht had van de gemeente Den Haag. Sandor wilde ook wel architect worden maar zijn vader,  de Hongaarse binnenhuisarchitect en meubelontwerper K. Bodon, was van mening dat zijn zoon eerst het ambacht van meubelmaker diende te leren. Alexander ging toen in de leer bij een meubelmaker en een stoffeerder waarna hij in 1924 begon aan een tweejarige studie aan de kunstnijverheidsschool in Boedapest.
In 1926 kwam Bodon naar Nederland om stage te lopen bij Jan Wils. Hij werkte ook bij de architectenbureaus Buijs & Lürsen en Merkelbach & Karsten. In 1932 kwam zijn eerste zelfstandige opdracht tot stand voor de boekhandel Schröder en Dupont aan de Keizersgracht te Amsterdam, met een ontwerp dat sterk de aandacht trok, zowel in positieve als in negatieve zin. In die periode ontwierp hij ook meubels voor Ahrend.
Bodon deelde in 1934 een huis en atelier aan Keizersgracht 522 in Amsterdam met de fotografen Eva Besnyö, John Fernhout en Carel Blazer. In 1945 vestigde hij zich definitief als zelfstandig architect. Sedert 1954 was hij lid van het ingenieurs- en architectenbureau J.P. van Bruggen, G. Drexhage, J.J. Sterkenburg en Alexander Bodon.
Bodon was lid van de architectengroep De 8. Van 1935-40 leidde Bodon de Nieuwe Kunstschool te Amsterdam, eerst als leraar, daarna als directeur. 

## Werken
Het bekendst is hij als de architect van de RAI (1961-65) en verschillende uitbreidingen (o.a. Amstelhal, 1969) in Amsterdam. Andere werken die hij ontwierp zijn: woningbouw aan het Confuciusplein (1958) in Amsterdam, het Apollo-Hotel (1961) in Amsterdam, het opleidingscentrum van de Koninklijke Hoogovens (1966), Weesperstaete (1969) in Amsterdam, het Esso Motor Hotel (1968-69, nu Holiday Inn) in Amsterdam, een uitbreiding van Museum Boijmans Van Beuningen (1972) in Rotterdam, het hoofdkantoor van het Duitse Hoesch en Koninklijke Hoogovens, Estel-gebouw (1976) in Nijmegen, restaurant Halvemaan (1988) in Amsterdam.

## Fotogalerij

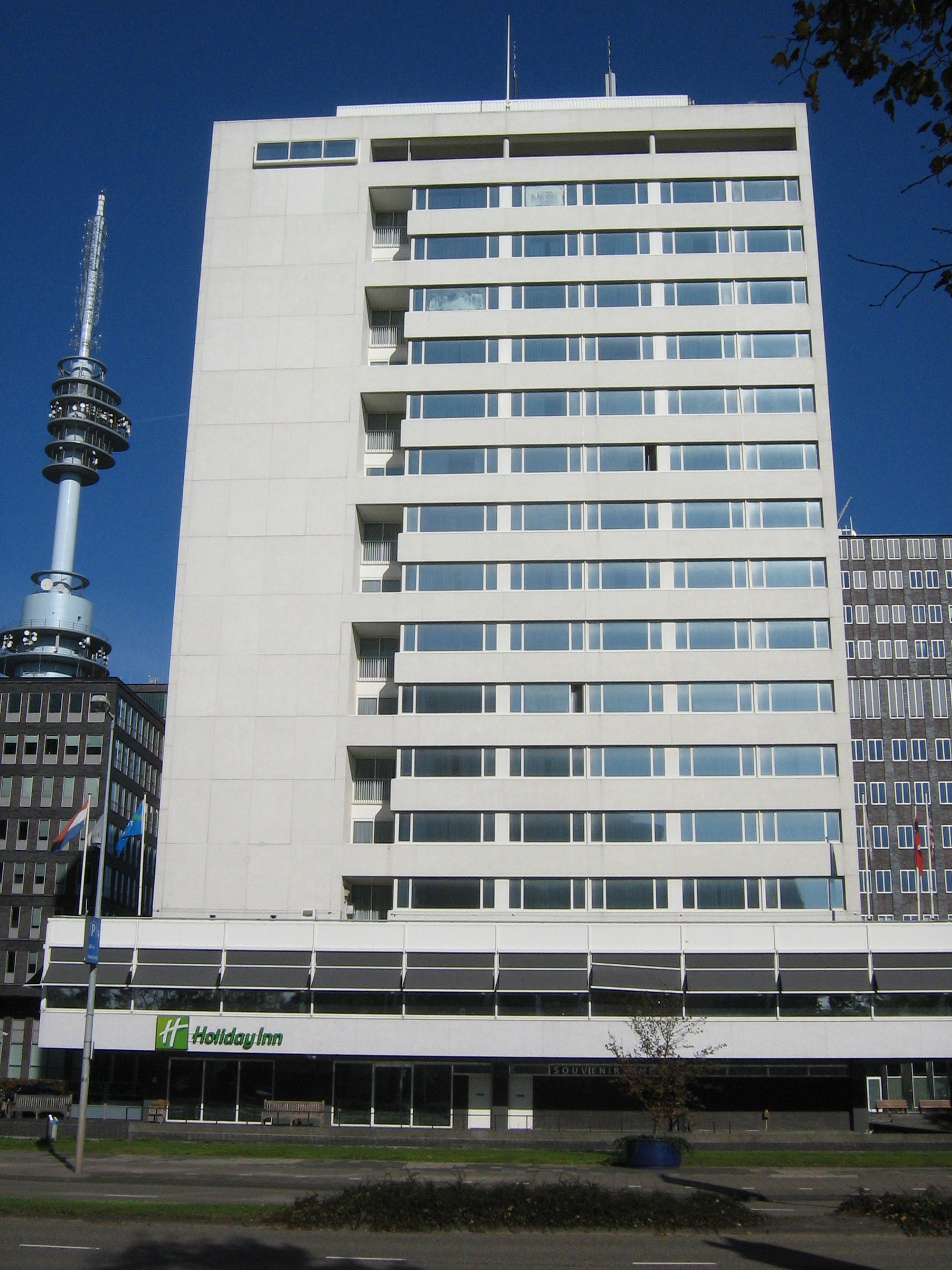
Voormalig Esso Motor Hotel in Amsterdam
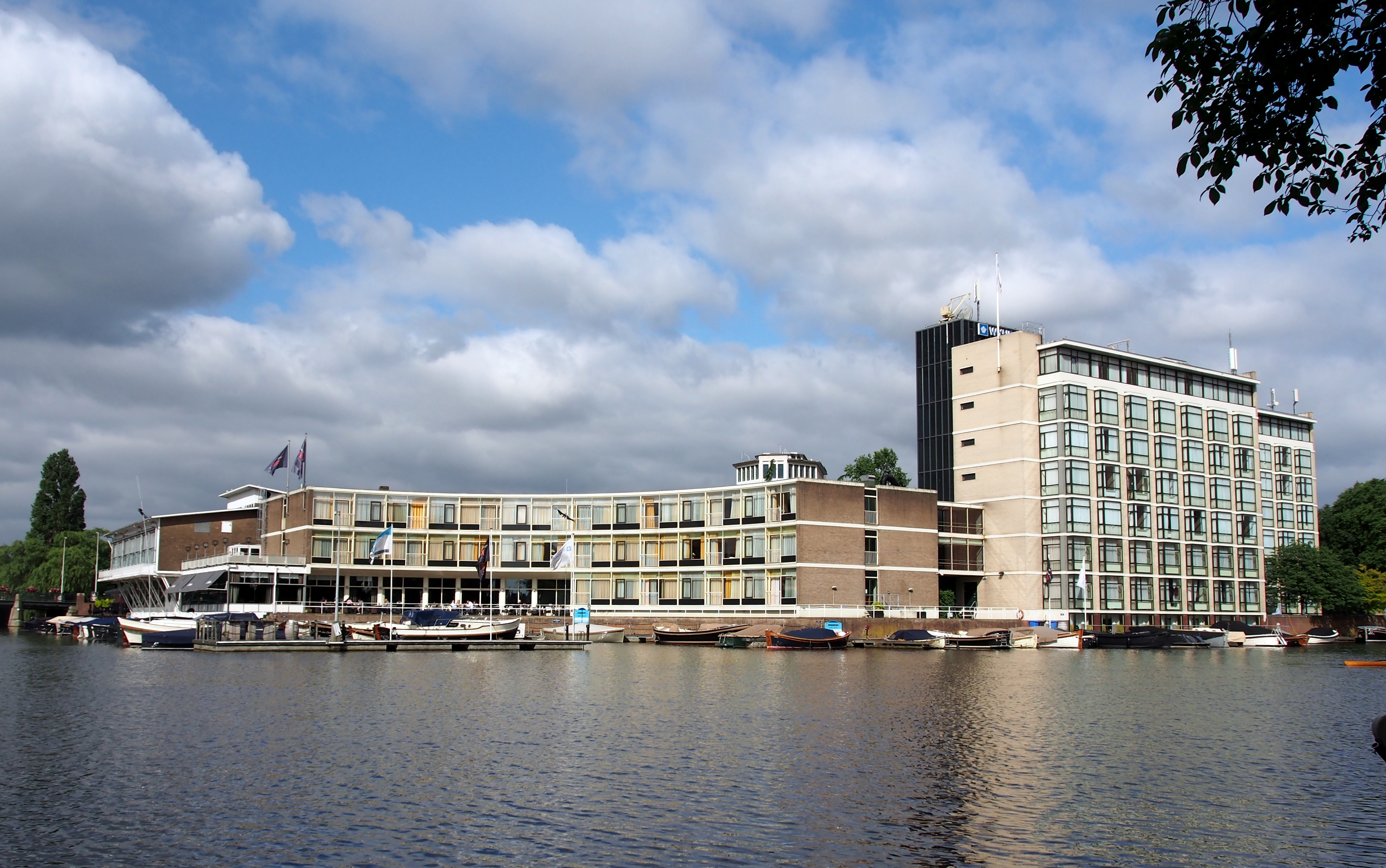
Apollo Hotel Amsterdam
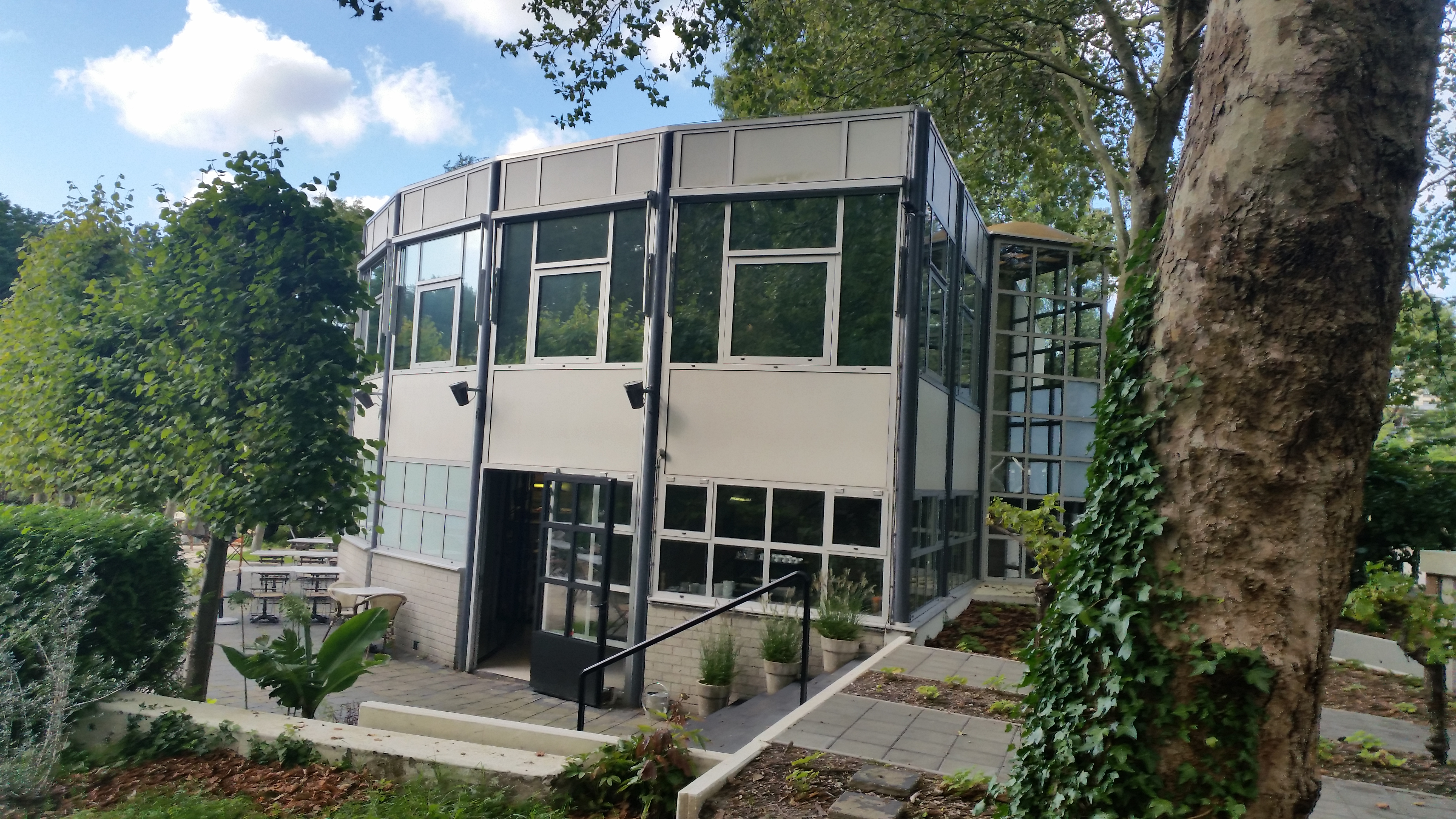
Voormalig restaurant Halvemaan
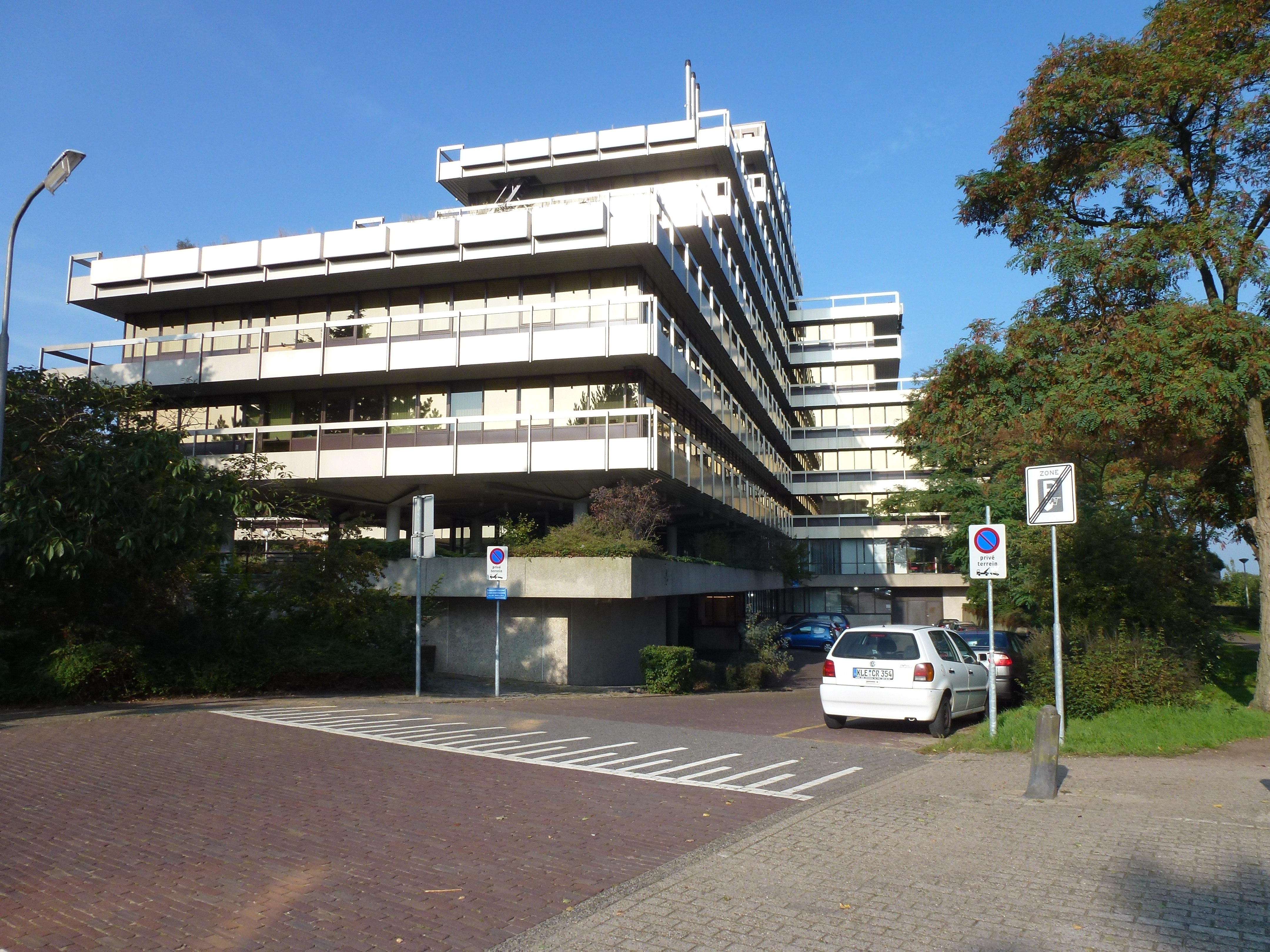
Estelgebouw voor de transformatie
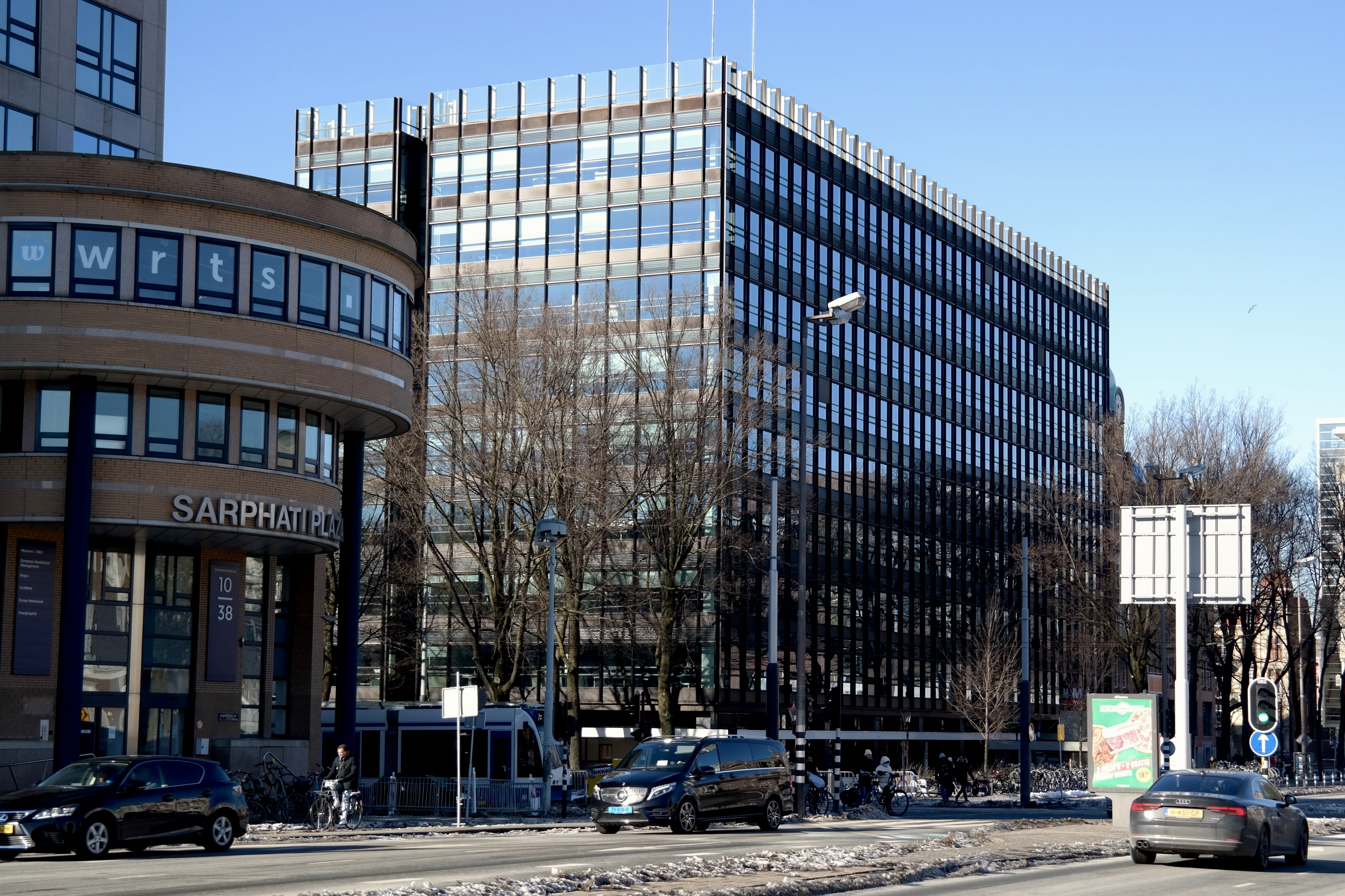
Kantoorgebouw aan Weesperplein in Amsterdam